# Marcello Antony
Marcello Antony, właściwie Marcello Couto de Farias (ur. 28 sierpnia 1965 roku w Rio de Janeiro, w stanie Rio de Janeiro) – brazylijski aktor telewizyjny i filmowy.

## Życiorys
Urodził się w bardzo biednej rodzinie jako najstarszy syn Marildy Couto i José Roberto de Fariasa, ma dwóch braci - Maurício i Márcio. Wychowywał się w Niterói, skąd dojeżdżał godzinę do Rio de Janeiro, gdzie podjął pracę jako kelner w "Teatro Café" do trzeciej rano. Jednak obciążenie spowodowało, że wpadł w depresję. Po porzuceniu pracy w kawiarni i pierwszych niepowodzeniach w poszukiwaniu ról w serialach, uczestniczył w warsztatach aktorskich organizowanych przez studio Rede Globo. Debiutował w teatrze w 1989 roku. Po występie w telenoweli Dziedziczna nienawiść (O rei do gado, 1996), pojawił się po raz pierwszy na kinowym ekranie w dramacie W domu z cukru (A Casa de Açúcar, 1996).
Od 1997 roku był związany z aktorką Mônicą Torres, mają dwoje dzieci, syna Francisco i adoptowaną córkę Stephanie. Mônica Torres ma córkę, Isabel (ur. 1987), z pierwszego małżeństwa. 11 maja 2002 r. wzięli ślub, jednak w 2010 r. rozwiedli się. 9 czerwca 2011 r. ożenił się z Caroliną Hollinger.

## Filmografia

### Telenowele
- 2008: Ciranda de Pedra jako Daniel
- 2007: Paraíso Tropical jako Cássio
- 2006: Lu jako Carlos
- 2005: Wspaniały (Belíssima) jako André Santana
- 2004: Senhora do destino jako Viriato
- 2004: Jednym sercem (Um só coração) jako Rodolfo Sousa Borga
- 2003: Mulheres apaixonadas jako Sérgio
- 2002: Studenta studenta (Coração de estudante) jako Leandro Junqueira
- 2001: Anioł spadł z nieba (Um anjo caiu do céu) jako Maurício
- 1999: Terra Nostra jako Marco Antonio Mariano
- 1998: Wieża Babel (Torre de Babel) jako Guilherme Toledo
- 1996: Salsa e merengue jako Eugênio
- 1996: Dziedziczna nienawiść (O rei do gado) jako Bruno Berdinazzi

### Filmy kinowe
- 2004: Seks, miłość i zdrada (Sexo, Amor e Traição) jako Fifi Capote
- 2003: Viva Sapato!
- 2001: Szango z Baker Street (O Xangô de Baker Street) jako Marques de Sales
- 2001: Udostępnianie (A Partilha) jako Bruno Diegues
- 1998: W dniach polowania (O Dia da Caça) jako Nando
- 1996: W domu z cukru (A Casa de Açúcar)